# Johann Theile
Johann Theile (Naumburg, 29 juli 1646 - aldaar, juni 1724) was een Duitse barokcomponist en kapelmeester. Hij werkte in Gottorf, Wolfenbüttel en Merseburg en was in Hamburg actief betrokken bij het Oper am Gänsemarkt.

## Levensloop
Theile kreeg van de Magdeburgse cantor Johan Scheffler zijn eerste muziekonderwijs. In 1666 begon Theile aan een studie rechten aan de universiteit van Leipzig. Een jaar later publiceerde Theile met financiële hulp van vrienden zijn eerste composities: Weltliche Arien und Canzonetten. Hij bleef studeren tot ongeveer 1672, maar onduidelijk is of hij zijn studie heeft afgerond. 
Tijdens zijn studietijd was Theile lid van het 'collegium musicum', het muziekgezelschap van de universiteit. Teile was zowel zanger als bespeler van de viola da gamba. Via dit muziekgezelschap kwam hij in contact met de componist Heinrich Schütz, van wie hij compositieleer kreeg.
In 1673 was Theile in Lübeck, waar ook zijn vrienden Johann Adam Reincken en Dieterich Buxtehude woonden. Mogelijk heeft hij eerst nog les gegeven in Stettin.

### Gottorf en Hamburg
Theile volgde in 1673 Augustin Pfleger op als kapelmeester aan het Gottorfse hof van hertog Christiaan Albrecht van Sleeswijk-Holstein-Gottorp. Toen Denemarken het hertogdom Holstein in 1675 bezette, vluchtte de hertog naar Hamburg en ook Theile vertrok nu naar deze stad.
Theile deed in 1676 nog een poging om Sebastian Knüpfer op te volgen als Thomascantor te Leipzig. Dit lukte echter niet; Johann Schelle kreeg de aanstelling.
Op 2 januari 1678 werd in Hamburg het theater Oper am Gänsemarkt geopend. Dit operatheater naar ontwerp van de Italiaan Girolamo Sartorio was mede opgericht door Theiles voormalige werkgever, de in ballingschap levende hertog Christiaan Albrecht. Het openingsstuk op 2 januari was de opera Adam und Eva, gecomponeerd door Theile.
Om in Hamburg in zijn levensonderhoud te voorzien gaf Theile privé muziekles. Verder was hij actief betrokken bij het operatheater.

### Wolfenbüttel en Merseburg
In 1685 kreeg Theile een aanstelling als kapelmeester aan het hof in Wolfenbüttel, waar hij Johann Rosenmüller opvolgde. Hij gaf hier onder andere les aan Georg Österreich.
In 1691 vertrok Theile naar Merseburg waar hij kapelmeester werd van hertog Christiaan II. Ook hier gaf hij weer muziekles, onder andere aan Johann Ziegler. Toen hertog Christiaan in 1694 overleed, kwam er ook een eind aan Theiles aanstelling.

### Berlijn
Het is niet duidelijk welke functies Theile uitoefende na 1694, maar mogelijk was hij in Berlijn aan het hof van Frederik I van Pruisen. Hij droeg namelijk zijn bundel Andächtige Kirchen-Music op aan Frederik en vermeldde daarin tevens dat hij de hertog hobo had leren spelen. Ook heeft Frederiks echtgenote Sophie Charlotte van Hannover zich er hard voor gemaakt om Theile naar Berlijn te krijgen.
In 1710 werkte Theile als muziekleraar in Halle. Hij gaf tevens advies over het inrichten van de hofkapel van de hertog van Zeitz.

### Overlijden
Zijn laatste jaren bracht Theile door in Naumburg. Hij woonde daar sinds 1718 in bij zijn zoon, die in Naumburg organist was. Johann Theile overleed in juni 1724 en werd op 24 juni begraven.

## Werken
Theile schreef voornamelijk religieuze werken. Hierop vormt zijn eerste uitgave Weltliche Arien und Canzonetten uit 1667 een uitzondering, net als enkele instrumentale sonaten die hij op latere leeftijd schreef. 
Een deel van zijn composities is tijdens zijn leven nog uitgegeven, de rest kwam niet verder dan een manuscript. Overigens is niet alles van Theiles werk bewaard gebleven. 
Hieronder volgt een selectie uit zijn composities:
- Weltliche Arien und Canzonetten (Leipzig, 1667): 24 luchtige composities, geschreven tijdens zijn studieperiode in Leipzig.
- Passio nach dem Heiligen Evangelisten Matthäo (Lübeck, 1673): opgedragen aan Christiaan Albrecht van Sleeswijk-Holstein-Gottorp en diens echtgenote Frederica Amalia van Denemarken.
- Adam und Eva, oder Der erschaffene, gefallene und auffgerichtete Mensch (1678): opera ter ere van de opening van het Hamburgse Oper am Gänsemarkt. De muziek is verloren gegaan.
- Orontes (1678): opera.
- Pars prima missarum (Wismar, 1673)
- Andächtige Kirchen-Music

### Contrapunt
Theile had een grote voorkeur voor het contrapunt. Dit uit zich niet alleen in zijn muziek, maar komt ook als onderwerp voor in zijn zes theoretische verhandelingen. De verhandeling Das musikalisches Kunst-Buch was mogelijk zelfs een inspiratiebron voor Die Kunst der Fuge van Johann Sebastian Bach.
Zijn voorkeur voor het contrapunt leverde Theile de bijnaam 'Vater der Contrapunctisten' op.
- Bibsys: 2074942
- Biblioteca Nacional de España: XX1758701
- Bibliothèque nationale de France: cb13900377j (data)
- CiNii: DA10871828
- Gemeinsame Normdatei: 117301116
- International Standard Name Identifier: 0000 0000 8143 8119
- Library of Congress Control Number: n82144278
- MusicBrainz: ebda242b-ec34-4f55-9e84-a6bb3e96507b
- Nationale Bibliotheek van Tsjechië: jx20100210009
- Nationale bibliotheek van Australië: 49788546
- Nationale Bibliotheek van Israël: 987007426225805171
- Nederlandse Thesaurus van Auteursnamen: 097391557
- LIBRIS: 262165
- SNAC: w6p85zgj
- Système universitaire de documentation: 116286482
- Trove: 1497180
- Virtual International Authority File: 64193285
- WorldCat: E39PBJhCG3TpbVwvC7RqMXf6rq